# Jorik Hendrickx
Jorik Pascale Jan Hendrickx (Turnhout, 18 mei 1992) is een Belgisch voormalig kunstschaatser. Jorik is de broer en coach van kunstschaatsster Loena Hendrickx.

## Carrière
Jorik Hendrickx nam deel aan zeven Europese- en vijf Wereldkampioenschappen. Zijn beste resultaat was een vierde plaats op het Europese kampioenschap van 2017. Verder heeft hij twee deelnames aan de Olympische Winterspelen, Sochi 2014 en PyeongChang 2018. Hendrickx werd getraind door Carine Herrygers.
Sinds 2019 is hij coach in het kunstschaatsen van onder meer zijn zus Loena Hendrickx. Onder zijn begeleiding werd zij in 2024 Europees kampioene.

## Persoonlijke records
|                     | punten | datum      | toernooi         |
| ------------------- | ------ | ---------- | ---------------- |
| Hoogste totaalscore | 233.47 | 30-10-2015 | CS Ice Challenge |
| Hoogste korte kür   | 079.13 | 27-01-2016 | EK               |
| Hoogste vrije kür   | 158.92 | 30-10-2015 | CS Ice Challenge |

## Belangrijke resultaten
| Kampioenschap          | 07/08  | 08/09 | 09/10 | 10/11  | 11/12  | 12/13 | 13/14 | 14/15 | 15/16 | 16/17 | 17/18 |
| ---------------------- | ------ | ----- | ----- | ------ | ------ | ----- | ----- | ----- | ----- | ----- | ----- |
| Olympische Spelen      |        |       |       |        |        |       | 16e   |       |       |       | 14e   |
| Wereldkampioenschap    |        |       |       | 19e    |        | 19e   | 17e   |       | 16e   | 21e   |       |
| Europees kampioenschap |        |       | 20e   | 16e    | 09e    |       | 09e   |       | 09e   | 04e   | 10e   |
| Belgisch kampioenschap |        |       | Goud  | Zilver | Zilver |       |       |       | Goud  | Goud  |       |
| WK junioren            |        |       | 15e   | 13e    |        |       |       |       |       |       |       |
| NK junioren            | Zilver | Goud  |       |        |        |       |       |       |       |       |       |